# IC 691
IC 691 ist eine Zwerggalaxie vom Hubble-Typ Irr/P im Sternbild Großer Bär am Nordsternhimmel. Sie ist schätzungsweise 57 Millionen Lichtjahre von der Milchstraße entfernt.
Das Objekt wurde am 17. April 1888 von dem US-amerikanischen Astronomen Lewis Swift entdeckt.